# خط طول 106° غرب
خط طول 106° غرب هو أحد خطوط الطول الجغرافية، والتي تمتد من القطب الشمالي الجغرافي إلى القطب الجنوبي الجغرافي، وحسب التحويل الزمني يتأخر خط طول 106° غرب عن خط غرينتش بـ7 ساعات و4 دقائق.

## من القطب إلى القطب
ينطلق خط طول 106° غرب من القطب الشمالي نحو القطب الجنوبي مرورا بالمناطق التي ترد في الجدول التالي:
| الإحداثيات                           | البلد أو الإقليم أو البحر | ملاحظات |
| ------------------------------------ | ------------------------- | --- |
| 90°0′N 106°0′W / 90.000°N 106.000°W  | المحيط المتجمد الشمالي    | |
| 78°10′N 106°0′W / 78.167°N 106.000°W | Maclean Strait            | |
| 77°45′N 106°0′W / 77.750°N 106.000°W | كندا                      | نونافوت — Lougheed Island |
| 77°41′N 106°0′W / 77.683°N 106.000°W | Byam Martin Channel       | |
| 76°1′N 106°0′W / 76.017°N 106.000°W  | كندا                      | نونافوت — جزيرة ميلفيل |
| 75°3′N 106°0′W / 75.050°N 106.000°W  | Parry Channel             | شعبة فيكونت ملفيل ساوند [لغات أخرى]‏ |
| 73°44′N 106°0′W / 73.733°N 106.000°W | كندا                      | نونافوت — Stefansson Island, جزيرة فيكتوريا (كندا) و the Finlayson Islands |
| 69°6′N 106°0′W / 69.100°N 106.000°W  | Dease Strait              | |
| 68°54′N 106°0′W / 68.900°N 106.000°W | كندا                      | نونافوت الأقاليم الشمالية الغربية — من 64°34′N 106°0′W / 64.567°N 106.000°W ساسكاتشوان — من 60°0′N 106°0′W / 60.000°N 106.000°W                                                                              |
| 49°0′N 106°0′W / 49.000°N 106.000°W  | الولايات المتحدة          | مونتانا وايومنغ — من 45°0′N 106°0′W / 45.000°N 106.000°W كولورادو — من 41°0′N 106°0′W / 41.000°N 106.000°W نيومكسيكو — من 37°0′N 106°0′W / 37.000°N 106.000°W تكساس — من 32°0′N 106°0′W / 32.000°N 106.000°W |
| 31°23′N 106°0′W / 31.383°N 106.000°W | المكسيك                   | ولاية شيواوا ولاية دورانغو — من 26°49′N 106°0′W / 26.817°N 106.000°W ولاية سينالوا — من 24°10′N 106°0′W / 24.167°N 106.000°W                                                                                 |
| 22°48′N 106°0′W / 22.800°N 106.000°W | المحيط الهادئ             | |
| 60°0′S 106°0′W / 60.000°S 106.000°W  | المحيط الجنوبي            | |
| 75°15′S 106°0′W / 75.250°S 106.000°W | القارة القطبية الجنوبية   | المطالب الإقليمية بالقارة القطبية الجنوبية |